# Jenipapo de Minas
Jenipapo de Minas è un comune del Brasile nello Stato del Minas Gerais, parte della mesoregione di Jequitinhonha e della microregione di Capelinha.